# Руски рок
Руски рок је стил рок музике који је настао у СССР-у 1960-их под утицајем западне рок музике и бардовских песама и развио се кроз аматерске групе и званичне ВИА (Вокално-инструментални ансамбл). Руски рок је достигао врхунац 1980-их, захваљујући попуштању цензуре у СССР-у. Током овог периода створени су рок клубови, групе као што су „Кино”, „Алиса”, ДДТ, „Арија”, Браво, „Nautilus Pompilius”, „Чајф”, „Гражданскаја оборона” су се појавиле и стекле популарност, а већ познате, као што су „Акваријум” и „Машина времени”, почеле су званично да издају албуме.
Руски рок 20. века се често сматра јединственим културним покретом, који има неке заједничке музичке, естетске и идеолошке карактеристике. Карактеристична карактеристика руског рока био је нагласак на текстовима песама, а руски рок је такође постао симбол младости ере перестројке. У 21. веку у Русији постоје скоро сви жанрови рок музике, због чега је „руски рок“ постао нејаснији појам.